# Bni Quolla
Bni Quolla (franska: Bni Quolla (CR), Bni Quolla (Commune Rurale), arabiska: عين تيزغة) är en kommun i Marocko.   Den ligger i provinsen Ouezzane och regionen Tanger-Tétouan-Al Hoceïma, i den norra delen av landet, 140 km nordost om huvudstaden Rabat. Antalet invånare är 17 512.